# HMS Galatea (1859)
Pour les autres navires du même nom, voir HMS Galatea.
Le HMS Galatea  est un navire, frégate à hélice de sixième rang de 26 canons de la Royal Navy, grée en trois-mâts carré et dotée d'une machine à vapeur à deux cheminées. Elle est faite de bois. Ce navire est en service de 1862 à 1883. Pendant un périple à travers les océans, la frégate a un célèbre capitaine en la personne de Alfred Ier de Saxe-Cobourg et Gotha, second fils de la reine Victoria.

## Construction
Sa conception est suivie par Sir Baldwin Walker (1802-1876), Arpenteur de la Royal Navy. Le navire prévu comme corvette est redéfini en frégate parmi les plus grandes de la marine britannique dites Grandes frégates de Walker. Le Galatea est ordonné en 1856 d'après les expériences de la Guerre de Crimée. Le navire est baptisé d'après la nymphe marine Galatée.
Sa quille est posée le 2 février 1857 au chantier naval Woolwich Dockyard et le navire est lancé le 14 septembre 1859. Il est long de 85,3 m hors tout et 74,9 à la flottaison, large de 15,2 m et a un tirant d'eau de 5,89 m. Il déplace 4686 t. Il est mû par une machine à vapeur horizontale John Pen & Son à simple expansion, 2 cylindres et chaudières rectangulaires qui donnent 800 ch pour une hélice. Il file 11,8 nd maximum. Il est armé de 24 pièces de 254 mm et deux pièces de 68 livres sur pivot remplacées plus tard par deux pièces de 110 livres sur glissières.

## Histoire

### 1859-1865
Il est armé en février 1862 et manœuvré par 450 membres d'équipage avec Rochford Maguire pour capitaine. jusqu'en 1862, il est affecté à la Channel Fleet à Plymouth. De 1863 à 1865, il dépend de la North America and West Indies Station avec Hamilton (Bermudes) et Halifax (Canada) pour port d'attache. Pendant son séjour au Canada le navire inspirera trois toiles au peintre canadien John O'Brien

### 1866-1870
Après réequipement à Plymouth du 22 janvier 1866 au 22 janvier 1867, le navire entame un voyage qui le portera en Amériqu du Sud, au Cap de Bonne Espérance, en Australie, en Chine (Hong-Kong) et au Japon. Le vaisseau est capé par Alfred Ier de Saxe-Cobourg et Gotha qui s'était formé auparavant sur le HMS Euryalus et servi sur le HMS Racoon. Durant une escale à Tristan da Cunha en août 1867, il gagne le surnom d'Edimbourg des Sept Mers. Pendant son séjour à Sydney, le navire mouille à l'Île Cockatoo.

### Dernières années
En juillet 1871, le navire est de retour à Plymoth, où il est placé en reserve. Il est démoli à Charlton en juin 1883.

## Caractéristiques
- Type: frégate de 6e rang.
- Classe: Ariadne.
- A servi dans: Royal Navy.
- Chantier naval: Woolwich Dockyard.
- Ordonné: 9 avril 1856.
- Quille posée: 2 février 1857.
- Lancement: 14 septembre 1859.
- Armé: février 1862.
- Statut: juin 1883, démantelé.

### Équipage
- Commandant: Rochford Maguire, Alfred Ier de Saxe-Cobourg et Gotha.
- Équipage: 450 marins.

### Caractéristiques techniques
- Longueur: 85,3 m (hors tout) / 74,9 m (flottaison).
- Maître-bau: 15,2 m.
- Tirant d'eau:  5,89 m.
- Déplacement: 4686 t.
- Propulsion: voile (trois-mâts carré, 1 hélice, 1 machine à vapeur John Pen & Son horizontale à simple expansion, 2 cylindres, chaudières rectangulaire.
- Puissance: 800 ch.
- Vitesse: 11,8 nd max.

### Caractéristiques militaires
- Armement: 24 canons de 254 mm et 2 canons de 68 livres sur pivot remplacés par 2 canons de 110 livres sur glissière.

### Carrière
- Pavillon: Royaume-Uni.
- Port d'attache: Plymouth, Hamilton (Bermudes), Halifax (Canada).

## Sources

### Sources de la traduction
- (de)/(en) Cet article est partiellement ou en totalité issu des articles intitulés en allemand « HMS Galatea (1859) » (voir la liste des auteurs) et en anglais « HMS Galatea (1859) » (voir la liste des auteurs).